# Amanda Saari
Amanda Saari (* 6. Januar 2000 in Kangasala) ist eine finnische Skilangläuferin.

## Werdegang
Saari, die für den Tampereen Pyrinto startet, trat international erstmals bei den U23-Weltmeisterschaften 2021 in Vuokatti in Erscheinung. Dort errang sie den 16. Platz im Sprint. Zu Beginn der Saison 2021/22 gab sie in Ruka ihr Debüt im Skilanglauf-Weltcup, welches sie auf dem 60. Platz im Sprint beendete. Im weiteren Saisonverlauf lief sie in Otepää ihr erstes Rennen im Scandinavian-Cup und errang dabei den 37. Platz im Sprint. Zu Beginn der Saison 2022/23 holte sie in Ruka mit dem 15. Platz im Sprint ihre ersten Weltcuppunkte.

## Siege bei Continental-Cup-Rennen
| Nr. | Datum             | Ort         | Disziplin        | Serie            |
| --- | ----------------- | ----------- | ---------------- | ---------------- |
| 1.  | 13. Dezember 2024 | Lillehammer | Sprint klassisch | Scandinavian-Cup |